# Portret Simonette Vespucci
Portret Simonette Vespucci je ulje na drvu koje je od oko 1480. do 1490. godine naslikao Piero di Cosimo (1462. – 1521.), veliki renesansni umjetnik koji je poznat po svojoj profinjenosti u slikanju mitoloških i sakralnih kompozicija, te osebujnih portreta. Upravo takav je i portret Simonette Vespucci koja je prikazana kao Kleopatra. Ona je bila genoveška plemkinja koja se udala za Marca Vespuccija iz Firence sa svojih 15 ili 16 godina, a koja je tada slovila za najljepšu djevojku u Firenci. Njenoj slavi je pridonijela i njezina prerana smrt 1476. godine, kada je imala samo 23 godine. Sandro Botticelli je po njezinom uzoru oblikovao Veneru na svojoj slavnoj slici Rođenje Venere, a kojoj se Piero di Cosimo strastveno divio. 
Djevojka je prikazana iz profila, okrenuta lijevo; njezine grudi su otkrivene i zmija se uvija oko ogrlice koju nosi. U pozadini imamo prikaz otvorenog krajolika koji pridonosi pomalo mističnoj i mračnoj atmosferi. Naime, krajolik s tamnim oblacima i tri mrtva stabla koji simboliziraju njezinu preranu smrt. U podnožju slike se nalazi natpis s „ugraviranim”: SIMONETTA IANVENSIS VESPVCCIA. Zmija je simbol razboritosti (lat. prudentia), čime se hvali Simonettina mudrost, a ramena su joj obavijena bogatom vezenom tkaninom. Simonetta ima visoko čelo, što je odgovaralo tadašnjoj modi izbrijavanja linije kose, dok joj je kosa skupljena u pletenice i ukrašena raznim vrpcama i biserima, kao kod udatih žena. Ono što posebno dominira u ovoj slici je jak kontrast između njenog bijelog lica i tamne pozadine, a osim toga, sudeći po kosi i nakitu lik ove žene prikazan je izuzetno profinjenim, modernim i naprednim u odnosu na doba u kojem je ona živjela.
Smatra se da je Piero di Cosimo naslikao ovaj portret po uzoru na ranije portrete koji su prikazivali ljepotu ove žene. Uzimajući u obzir kako je slika nastala 14 godina nakon njezine smrti, kada je slikar imao tek 14 godina, vjeruje se kako je slika temeljena na nekom ranijem djelu. Tako Muzej Condé u Chantillyju, u Francuskoj, gdje je slika izložena, sliku naziva jednostavno kao Portret djevojke tvrdeći kako je natpis s njezinim imenom na sliku dodan kasnije.

## Vanjske poveznice
- Detaljan opis slike na službenim stranicama Muzeja Condé (fr.) Nakon pristupanja stranici u tražilicu (Recherche) treba upisati “Vespucci”.